# Isortoq (Qaqortoq)
Isortoq [iˈsɔtːɔq] (nach alter Rechtschreibung Isortoĸ) ist eine grönländische Rentierzüchtersiedlung im Distrikt Qaqortoq in der Kommune Kujalleq.

## Lage
Isortoq liegt an einem gleichnamigen Fjord, der durch die Isortup Qeqertaa quasi eine Bucht bildet. Der Fjord ist Teil eines komplexen Systems aus Fjorden und Meerengen, die durch Inseln getrennt werden und die zusammen in den Sermilik münden. Die Siedlung liegt abgeschieden 30 km nordwestlich von Qassimiut sowie 54 km südöstlich von Arsuk. Die nächstgelegene Stadt ist Narsaq 80 km östlich.

## Geschichte
1952 begann die Rentierhaltung in Grönland, als einige Rentiere aus Skandinavien nach Itinnera bei Kapisillit gebracht wurden. Von diesen wurden 1973 etwa 150 Tiere von Ole Josef Semion Kristiansen in das Gebiet am Sermilik gebracht. 1988 war die Zahl der Rentiere im Gebiet auf etwa 800 Tiere angestiegen. Im selben Jahr begann der Isländer Stefán Hrafn Magnússon sich nach fünfjähriger Vorbereitung an der Rentierzucht in Südgrönland zu beteiligen. Erst 1990 wurde die Rentierfarm nach Isortoq verlegt, wo drei Wohnhäuser, ein Kraftwerk und ein Wasserwerk errichtet wurden. Im folgenden Winter bestand die Herde bereits aus etwa 2000 Tieren, vier weitere Jahre später waren es 5000 Rentiere. 2015 lebten nach der Schlachtung noch etwa 1200 Rentiere bei Isortoq, etwa 250 Tiere leben mittlerweile auf der Insel Tuttutooq bei Narsaq und knapp 100 Tiere sind in das Gebiet bei Ivittuut gewandert und dort verwildert. Isortoq ist heute die einzige aktive Rentierzüchtersiedlung Grönlands.

## Bevölkerungsentwicklung
Isortoq hatte bei der letzten Zählung eine Einwohnerzahl von sechs Personen erreicht. Einwohnerzahlen der Schäfersiedlungen sind letztmals für 2013 bekannt. Isortoq wird statistisch unter „Farmen bei Qaqortoq“ geführt.